# Atherigona jacobsoni
Atherigona jacobsoni är en tvåvingeart som beskrevs av Malloch 1928. Atherigona jacobsoni ingår i släktet Atherigona och familjen husflugor. Inga underarter finns listade i Catalogue of Life.